# Pierre-François de Wailly
Pierre-François de Wailly, peintre d'histoire naturelle, né en 1775 et mort à Paris le 27 décembre 1852, fils de Noël-François de Wailly (Amiens 31 juillet 1724-7 avril 1801) et Reine-Rose Adélaïde Rale (morte en 1780).

## Biographie
Pierre-François de Wailly est le fils du grammairien et membre de l'Institut Noël-François de Wailly. Il est nommé peintre du Muséum national d'histoire naturelle sur concours en 1803 après la mort de Nicolas Maréchal survenu le 30 frimaire an XI (21 décembre 1802). Pierre-François semble avoir été l'élève de Nicolas Maréchal et Gérard van Spaendonck, et fréquente Joséphine de Beauharnais au château de la Malmaison.
De Wailly signe un contrat de mariage à Paris le 15 vendémiaires an XII (8 octobre 1803) avec Claire-Marie-Françoise Raffard de Marcilly. Ils habitent alors au 1227 rue des Saint-Pères; en 1852 ils habitent 5 rue des Champs-Élysée. Ils ont trois enfants :
- Armand-François-Léon de Wailly (Paris 28 juillet 1804-25 avril 1863), homme de lettres, romancier et traducteur, secrétaire-adjoint  au département des beaux-arts dirigé par Sosthènes de La Rochefoucauld,
- Élisa de Wailly,
- Auguste-Félix-Albert de Wailly (Paris, 2 février 1809-31 mars 1886), chef de bureau au ministère de la maison de l'Empereur, chevalier de la Légion d'honneur 13 août 1861[3]

Pierre-François est aussi professeur pour la figure des cours de dessin de l'École royale et gratuite de dessin.

## Œuvres
Nombreux vélins du Muséum nationale d'histoire naturelle Il réalise entre autres des dessins pour la Description de l'Égypte (6) et pour La Ménagerie du Muséum National d'histoire naturelle ou Description et Histoire des animaux qui y vivent ou qui y ont vécu, par Lacepède, Cuvier et Geoffroy, publié par Miger.
- Le Tigre royal (1804)
- Le Jaguar (1816)
- Le Moustac (1816)
- Le Faisan doré (1816)
- La Biche de Louisiane (1816)
- La Grande Panthère (1808)
- L'Orang-outang (1808)
- Le Saï d'Amérique (1819)
- Le Bison d'Amérique (1819)
- Le Chat sauvage de la Cafrerie (1822)
- L'Ours de Sibérie (1824)